# Vladimír Gavrilovič Arcezo
Vladimír Gavrilovič Arcezo (rusky Влади́мир Гаври́лович Арце́зо,* 13. červnajul./ 25. června 1898greg., Taganrog, oblast Donského vojska, Ruské impérium, popraven 10. února 1947, Moskva, SSSR) byl plukovník Rudé armády a generálmajor ROA.

## Mládí
Narodil se v oblasti Donského vojska. Pocházel z měšťanské rodiny. Podle některých pramenů se jednalo o arménskou rodinu, podle dalších o ruskou. Vystudoval gymnázium ve městě Astrachaň. Během první světové války po absolutoriu zrychleného kurzu Konstantinovského vojenského učiliště sloužil v ruské imperiální armádě v hodnosti podporučík u 156. jelizavetského pěšího pluku 2. brigády 39. pěší divize. 

## Občanská válka
Po revoluci v roce 1917 vstoupil do Dělnicko-rolnické Rudé armády (podle dalších pramenů až v roce 1919) a zúčastnil se občanské války, během níž utrpěl zranění. 
- Zúčastnil se na straně rudých tzv. Březnových událostí v roce 1918.[3]
- Dne 4. června 1919[pozn. 2] byl rozkazem č. 5 v rámci 7. jízdní divize jmenován plukovním pobočníkem 39. jízdního pluku.[3]
- Dne 5. prosince 1919 se stal přednostou veterinární nemocnice 7. jízdní divize.
- Dne 30. března 1920 byl rozkazem č. 175 velitelství 11. armády jmenován velitelem samostatného lyžařského praporu.[6][7]
- Po přeložení k 11. pěší divizi v létě 1920 se v souladu s rozkazem č. 195 z 24. srpna 1920 stal asistentem velitele pro bojové operace 3. pluku.
- V listopadu 1920 byl rozkazem č. 80 převelen do velitelského úřadu v Baku na místo vrchního pobočníka velitele.[5][7]

## Služba v sovětské armádě
Po skončení občanské války sloužil na různých pozicích v sovětské střední Asii. Jeho kariéra se vyvíjela následně:
- Dne 4. února 1923 byl rozkazem č. 16 přidělen do funkce pobočníka velitelství 2. kavkazské střelecké divize, kde se podílel na potlačení Hnutí basmačů v Turkestánu.[6]
- V roce 1923 se podílel na potlačení povstání v Dagestánu.[1][4]
- Od prosince 1923 dočasně zastával funkce náčelníka zpravodajského oddělení velitelství vojsk oblasti Ferganskaja (rusky Ферганская область) v Turkestánské ASSR, velitele praporu 4. kavkazského střeleckého pluku a poté náčelníka štábu a velitele tohoto pluku.
- V září 1924 byl rozkazem č. 472 velitelství 2. kavkazské střelecké divize jmenován náčelníkem správního oddělení velitelství divize.
- Dne 14. ledna 1926 se v souladu s rozkazem č. 22 armády stal pobočníkem náčelníka operačního oddělení velitelství divize.
- Dne 22. září téhož roku byl rozkazem č. 34147 velitelství Rudé armády vyslán do akademických kurzů pro vyšší velitelský štáb Rudé armády pro zpravodajskou práci.
- Po ukončení kurzů se 6. července 1927 stal asistentem náčelníka operačního oddělení velitelství 2. kavkazské střelecké divize.[1]
- Dne 20. května 1928 byl rozkazem č. 105 divize jmenován velitelem kombinované jezdecké divize pro boj s Hnutím basmačů.
- Dne 19. ledna 1930 byl rozkazem Vojenské revolučního rady SSSR č. 190/48 přeložen do funkce vrchního asistenta náčelníka 4. oddělení (organizačního a mobilizačního) velitelství Běloruského vojenského okruhu.
- Následně k 1. dubnu 1930 nastoupil do funkce vedoucího oddělení.
- Absolvoval kurz na Frunzeho vojenské akademii.
- Dne 1. února 1932 byl v  Leningradě zapsán na vyšší důstojnickou tankovou školu.
- Dne 13. ledna 1934 byl rozkazem Revoluční vojenské rady SSSR č. 170 jmenován vedoucím kurzu pro velení obrněným jednotkám.
- Dne 27. února 1936 byl z rozkazu Lidového komisariátu obrany SSSR[pozn. 3] č. 01409 jmenován asistentem vedoucího kurzu pro logistiku.
- Dne 13. března 1936 obdržel v souladu s rozkazem č. 00343 Lidového komisariátu obrany SSSR hodnost majora a 11. listopadu 1939 byl rozkazem č. 04843 povýšen na plukovníka.[1]

Nikdy se nestal členem strany.

## Druhá světová válka
Zúčastnil se Zimní války v letech 1939 až 1940. Dne 11. února 1940 byl rozkazem Lidového komisariátu obrany SSSR č. 0527 jmenován do funkce náčelníka zásobování 15. armády Severozápadního frontu. Po skončení bojových akcí nastoupil v souladu s rozkazem Lidového komisariátu obrany SSSR č. 01770 do funkce velitelem štábu mechanizovaných vojsk Archangelského vojenského okruhu.
Po vypuknutí války s Německem postupně zastával funkce náčelníka oddělení obrněných sil 28. (od 26. dubna 1940), 43. (od 28. června 1941) a 57. armády (od 22. října 1941), ve které také vykonával funkci zástupce velitele. 
Po porážce 43. armády wehrmachtem v podzimních bojích roku 1941 a stažení jednotek z obklíčení u města Taganrog na počátku roku 1942 byl podle ruského historika Aleksandrova postaven před polní soud a odsouzen k trestu smrti. Vzhledem k situaci na frontě na jaře 1942 byla zřejmě obvinění stažena a Arcezo byl vrácen k 57. armádě jako zástupce velitele pro zásobování. S touto armádou ze zúčastnil Druhé bitvy o Charkov. Dne 25. května 1942 se ocitl v obklíčení u obce Lozověnka (rusky Лозове́нька) v Charkovské oblasti a byl pravděpodobně v tento den také zajat. Dne 28. července 1942 byl rozkazem č. 0589 Hlavního ředitelství pro formování a obsazení vojsk Rudé armády Arcezo vyškrtnut ze seznamů jako nezvěstný v akci. Tento status byl následně potvrzen rozkazem Hlavního ředitelství Lidového komisariátu obrany SSSR č. 028326 ze 4. října 1942.
V zajetí byl umístěn do zvláštního zajateckého tábora poblíž města Giżycko. Dobrovolně souhlasil se spoluprací s Němci. Od září 1942 několik měsíců sloužil ve zpravodajském oddělení velitelství generálního štábu Wehrmachtu jako poradce. Byl povýšen do hodnosti generálmajora wehrmachtu a za své služby byl německým velením dvakrát vyznamenán.
V roce 1943 zorganizoval a vedl důstojnickou školu východních vojsk v Marijampolė a sloužil na velitelství východních dobrovolnických sil pod velením generála jezdectva Ernst-August Köstringa. Po přiblížení fronty byl evakuován do Francie. Zde se podílel na výcviku velitelských kádrů pro budoucí ROA a vykonával inspekční službu ruských dobrovolnických praporů ve Francii.
Po zformování Ruské osvobozenecké armády jako Ozbrojených sil Výboru pro osvobození národů Ruska přešel do služeb generálporučíka A. A. Vlasova. V prosinci roku 1944 byl jmenován přednostou 8. oddělení pro bojovou přípravu ozbrojených sil KONR.Vypracoval a zorganizoval vytvoření předpisů o bojovém výcviku v jednotkách ozbrojených sil KONR. I mezi vlasovci byl Arcezo považován za zaprodance a Malyškin se o něm měl vyjadřovat velmi špatně. Velmi negativně o něm také psal jeho německý řídící důstojník ve zprávě určené generálu Gehlenovi. V pozdějších výsleších vlasovců prováděných po válce vyšetřovateli Směrš byly zaznamenány jejich výpovědi, že Arcezo pracoval věrně pro Němce a snažil se v tomto duchu ovlivňovat směřování vlasovského hnutí. Arcezo si také poněmčil příjmení. 
V lednu 1945 vykonával dozor nad důstojnickou školou ROA. Dne 27. února 1945 byl povýšen na nátlak Němců do hodnosti generálmajora ozbrojených sil KONR. Jeho spolupráce s německou výzvědnou službou pokračovala tím, že informoval o všem, co se ve vlasovském hnutí dělo, zejména o tajných pokusech o vyjednávání se spojenci na konci roku 1944. Podílel se na formování 1. divize ROA v Münsingenu (Bádensko-Württembersko), podílel se na vyzbrojování jednotek a zpracoval její předpisy pro bojový výcvik. Ty však nebyly schváleny z důvodu končící války. 
V dubnu 1945 po evakuaci velitelství ozbrojených sil KONR se nacházel pod velením generálmajora Truchina jako spolupracovník zpravodajského oddělení. Dne 4. května 1945 byl Arcezo pověřen s vědomím Vlasova k jednání se Spojenci. Hlavní podmínkou, kterou měl se Spojenci vyjednat, byl zákaz vydávání do SSSR. Při jednání navrhl přechod sil ROA na stranu Spojenců. Od amerického velitel však obdrželi nabídku, že budou vzati do zajetí a odevzdají zbraně. Ohledně vydání do SSSR byla poskytnuta pouze záruka, že jednotky ROA nebudou předány pouze po dobu trvání války. Znění podmínek amerického velení 11. tankové armády bylo následující: 
1. Zastavit všechny bojové akce a propustit spojenecké válečné zajatce.
2. Zabránit předání zbraní a majetku německým jednotkám.
3. Zbraně a majetek musí zůstat nepoškozený a bude předán v pořádku.
4. Všechny jednotky ROA se shromáždí v jednom prostoru jižně od Českých Budějovic, odkud se po vyznačené trase přesunou do prostoru severozápadně od Lince.
5. Přejezd musí být prováděn ve dne, v jedné koloně a se zřetelnými identifikačními označeními.
6. Lhůta pro přijetí podmínek je 36 hodin, počítáno od 6. května 1945 od 18:00.

Kapitulace Německa však veškeré plány ukončila.

## Zajetí, vydání, soud a poprava
Arcezo se na konci války dne 9. května 1945 ocitl v americkém zajetí, když se u města Kaplice spolu se svým štábem vzdal příslušníkům 26. pěší divize. Byl poté držen v amerických zajateckých táborech v Německu, kde působil jako poradce generálmajora ROA Meandrova. Po oddělení důstojníků od mužstva, ke kterému došlo v srpnu 1945, požádal o politický azyl představitele amerického velení. V lednu 1946 spolu s Meandrovem a dalšími sepsal další výzvu americkému vedení, aby uznalo jejich protisovětskou činnost na základě politického přesvědčení, a udělilo jim proto azyl. Meandrov a Arcezo se ze všech sil snažili udržet vojenský řád a vnitřní pořádek u vlasovských vojáků, protože doufali, že se Američanům budou hodit pro jejich politické cíle. Pokoušel se také prostřednictvím archimandrity Avtonomova (rusky Николай Петрович Автономов) žádat o azyl u papeže Pia XII. V táboře se snažil bránit vydávání vojáků do SSSR v rámci svých možností.
Sovětským zástupcům se však podařilo vyjednat s americkou stranou vydání do SSSR. Zástupce sovětských úřadů Fromenkov vlasovcům sdělil, že sice neujdou trestu, ale nebudou zastřeleni. Po osmi měsících v zajetí, dne 14. února 1946 (12. února 1946), byli Arcezo a další předáni Američany zástupcům sovětské repatriační komise, protože pro něj v té době již neměli politické využití.
Dne 10. února 1947 byl Vojenským kolegiem Nejvyššího soudu SSSR odsouzen k smrti jako zrádce vlasti podle článku 58 trestního zákoníku RSFSR za velezradu (článek 58-1b trestního zákoníku RSFSR) a ten den popraven zastřelením.

## Pokus o rehabilitaci
V srpnu 2019 obdržela Hlavní vojenská prokuratura Ruské federace žádost o rehabilitaci Arceza od občana cizího státu, jehož jméno nebylo veřejnosti sděleno. Vyšetřování vedené vojenskou prokuráturou dospělo k závěru, že se Arcezo vzdal do zajetí a během výslechu poskytl německému vojenskému velení tajné informace, které mu byly známy o obrněných silách Rudé armády. Učinil tak kvůli svému protisovětskému přesvědčení a celkově nedůvěře ve vítězství Rudé armády ve válce. Následně přeběhl na nepřátelskou stranu.
Vyšetřování trestní věci provedené Úřadem hlavního vojenského prokurátora prokázalo, že závěry sovětského soudu ohledně viny na trestném činu byly potvrzeny důkazy v materiálech trestního řízení, přezkoumány u soudu a v soudním rozhodnutí jim bylo poskytnuto řádné posouzení.
Nejvyšší soud Ruské federace dne 27. září 2019 na základě podkladů od hlavního vojenského prokurátora Valerije G. Petrova rozhodl, že Arcezo nepodléhá rehabilitaci.

## Postava v počítačové hře
Arcezo je postavou v počítačové hře Hearts of Iron IV v modifikaci The New Order: Last Days of Europe, kterou vyvinulo studio Paradox Interactive. Hra se odehrává v alternativní historii po vítězství mocností Osy. Arcezo vystupuje jako ministr zahraničí a potenciální vůdce ROA, která má základnu ve městě Samara. Arcezo vede pro-Německou frakci uvnitř ROA.